# Grand Prix de Wallonie 1986
Il Grand Prix de Wallonie 1986, ventisettesima edizione della corsa, si svolse l'8 maggio 1986 su un percorso di 219 km, con partenza da Sombreffe e arrivo a Namur. Fu vinto dall'olandese Steven Rooks della PDM-Ultima-Concorde davanti ai belgi Michel Dernies e Patrick Versluys.

## Ordine d'arrivo (Top 10)
| Pos. | Corridore        | Squadra               | Tempo    |
| ---- | ---------------- | --------------------- | -------- |
| 1    | Steven Rooks     | PDM-Ultima-Concorde   | 5h59'00" |
| 2    | Michel Dernies   | Lotto-Eddy Merckx     |          |
| 3    | Patrick Versluys | Fangio-Lois-Mavic     |          |
| 4    | Silvano Contini  | Gis Gelati-Oece       |          |
| 5    | Bjarne Riis      | Roland-Van De Ven     |          |
| 6    | Eric Van Lancker | Panasonic             |          |
| 7    | Yvan Lamote      | Hitachi-Marc-Splendor |          |
| 8    | Eddy Schepers    | Carrera-Inoxpran      |          |
| 9    | Fons De Wolf     | Skala-Skil            |          |
| 10   | Jef Lieckens     | Lotto-Eddy Merckx     |          |